# 순천왕의중학교
순천왕의중학교(順天旺義中學校)는 대한민국 전라남도 순천시 해룡면 상삼리에 있는 공립 중학교이다.

## 학교 연혁
- 2005년 12월 23일 : 순천왕의중학교 설립 인가(24학급)
- 2006년 3월 2일 : 순천왕의중학교 개교
- 2023년 9월 1일 : 제8대 장국언 교장 부임
- 2025년 1월 10일 : 제17회 173명 졸업(총 졸업생수 4,425명)
- 2025년 3월 4일 : 제20회 입학식(7학급 208명)

## 참고 자료
- 순천왕의중학교 - 한국교육학술정보원 학교알리미